# Frauenau
Frauenau ist eine im Jahr 1324 gegründete Gemeinde und ein Wallfahrtsort im niederbayerischen Landkreis Regen.

## Lage
Die Gemeinde liegt im Bayerischen Wald am Fuße des Rachels am Nationalpark Bayerischer Wald sowie an der Glasstraße. Auf dem Gemeindegebiet liegt die Trinkwassertalsperre Frauenau, die zur zentralen Versorgung großer Teile Ostbayerns mit Trinkwasser errichtet wurde. Die Ortschaft Frauenau befindet sich etwa sieben Kilometer östlich von Zwiesel, 22 km nördlich von Grafenau (Niederbayern) sowie 16 km von der Kreisstadt Regen entfernt und besitzt einen eigenen Bahnhof an der Bahnstrecke Zwiesel-Grafenau.

## Gemeindegliederung
Es gibt 15 Gemeindeteile (in Klammern ist der Siedlungstyp angegeben):
- Althütte (Dorf)
- Altposchingerhütte (Weiler)
- Flanitz (Dorf)
- Flanitzalm (Weiler)
- Flanitzmühle (Dorf)
- Frauenau (Pfarrdorf)
- Glaserhäuser (Einöde)
- Linden (Einöde)
- Lüftenegg (Weiler)
- Oberfrauenau (Dorf)
- Oberlüftenegg (Weiler)
- Reifberg (Dorf)
- Schachten (Einöde)
- Zell (Weiler)
- Zwieselau (Dorf)

Es gibt nur die Gemarkung Frauenau.

## Geschichte

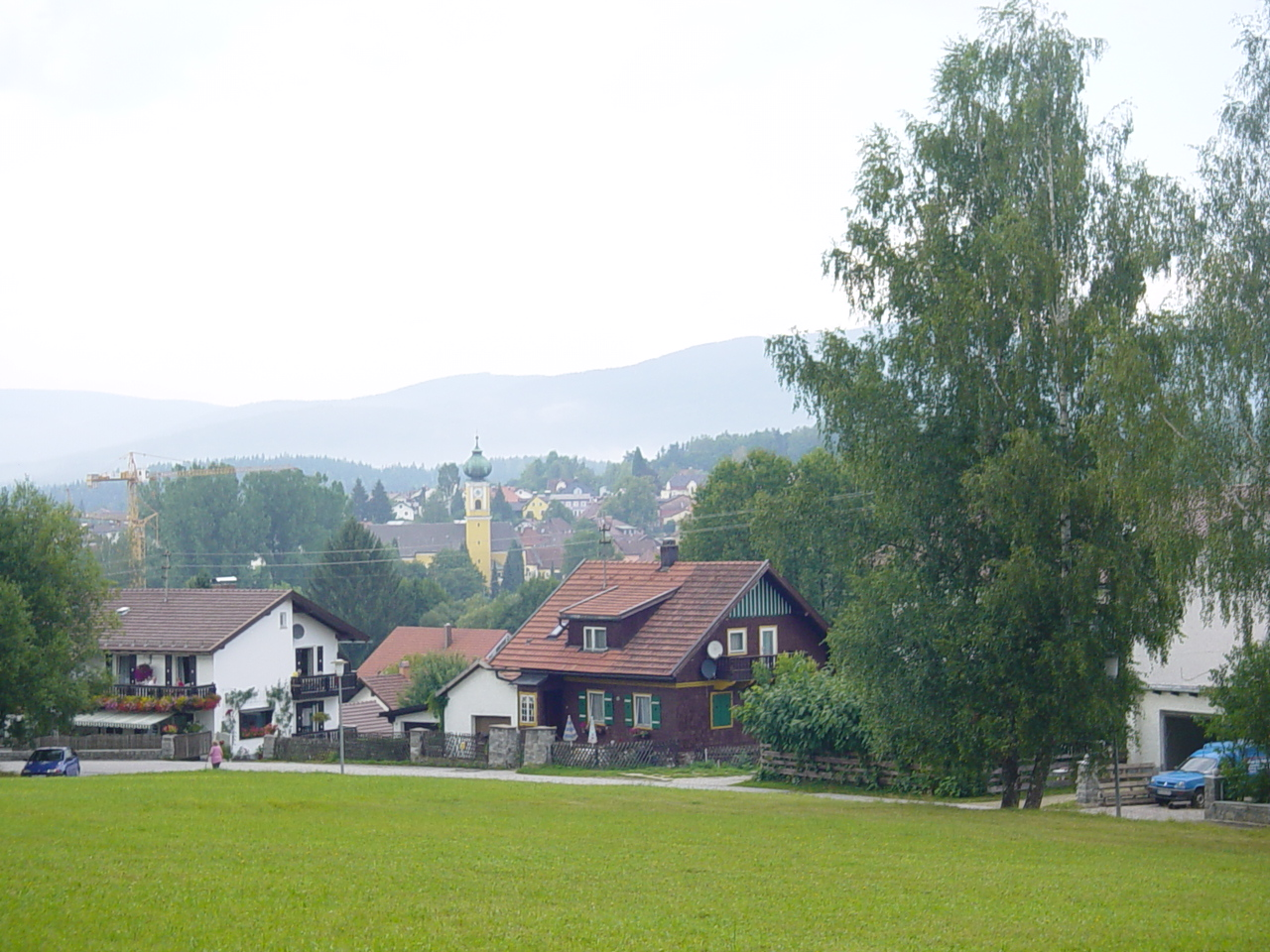
Frauenau

Der Laienbruder Hermann kam vom Kloster Niederaltaich über Rinchnach ins „Tal der Wilden Au“ und begann dort seine Rodungen. Die Ortschaft wurde von ihm im Jahr 1324 gegründet. Nach Hermanns Tod 1326 errichtete Hartwig von Degenberg 1331 eine hölzerne Kapelle für ein als wundertätig beschriebenes Bild der schmerzhaften Muttergottes (Pietà). Er nannte den Talgrund fortan „Augea Sancta Mariae“, zu deutsch: „Unserer Lieben Frauen Aue“. Dies war der Beginn einer Jahrhunderte blühenden Wallfahrt. Im 18. Jahrhundert wurde nach Abbruch der gotischen Krumenauer-Kirche eine Rokokokirche erbaut, deren Mittelpunkt noch immer ein Gnadenbild der Lieben Frau ist.
Prägend für den Ort war neben der Wallfahrt vor allem die Glasherstellung. Bereits 1420 wurde im Ort die erste Glashütte gegründet. 1568 erwarb die Familie von Poschinger eine Glashütte, die sie bis heute betreibt. Georg Benedikt I. Poschinger wurde im Jahre 1790 in den Adelsstand erhoben und erhielt die Herrschaftsrechte über Frauenau im Kurfürstentum Bayern. Poschinger hatte 1785 die Hofmarksgerichtsbarkeit auf sein Glashüttengut Oberfrauenau verliehen bekommen.
Mit dem Gemeindeedikt von 1818 entstand die heutige Gemeinde.
Bis heute ist Frauenau geprägt von Wallfahrt, Wald und Glas. Es existieren drei Glashütten: Poschinger, Eisch und bis 2018 Spiegelau Glas (früher Glashütte Gistl).

## Religionen
Geprägt von der Wallfahrt wurde die Frauenau bereits 1342 zur Pfarrei erhoben und gehört zum Bistum Passau. Pfarrkirche ist die Rokokokirche „Mariä Himmelfahrt“ und eine Filialkirche „St. Gunther“ in Buchenau (Gemeinde Lindberg). Seit 2004 bildet Frauenau mit der Gemeinde Lindberg den Pfarrverband Frauenau-Lindberg unter der Leitung von Pfarrer Lorenz Glatz, der im Herbst 2009 die Nachfolge von Pfarrer Robert Rödig angetreten hat.
Die evangelische Kirchengemeinde ist der Evang.-luth. Pfarrei Zwiesel unter Pfarrer Heiko Hermann zugehörig.

## Einwohnerentwicklung
| Jahr | Einwohnerzahl |
| ---- | ------------- |
| 1960 | 3723          |
| 1965 | 3743          |
| 1970 | 3538          |
| 1975 | 3361          |
| 1980 | 3153          |
| 1985 | 3016          |
| 1990 | 3125          |
| 1995 | 3164          |
| 2000 | 3042          |
| 2005 | 2931          |
| 2010 | 2792          |
| 2015 | 2679          |
| 2020 | 2693          |
| 2021 | 2715          |
| 2022 | 2671          |
| 2023 | 2706          |

## Politik

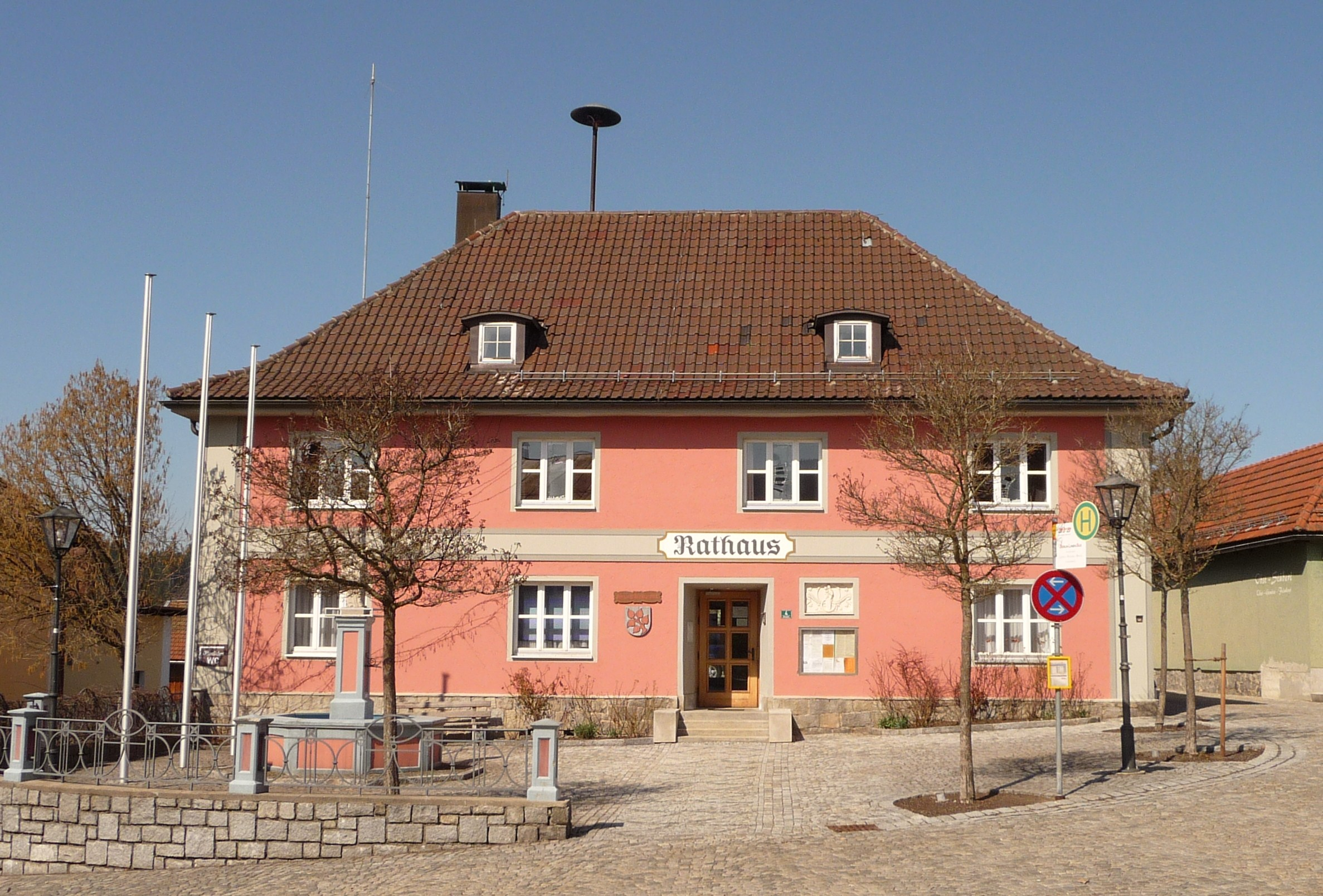
Das Rathaus von Frauenau

Fritz Schreder (SPD) wurde bei den Kommunalwahlen am 15. März 2020 mit 53,68 % zum Ersten Bürgermeister gewählt.
In der konstituierenden Gemeinderatssitzung wurde Willi Biermeier (SPD/Bürgerliste Frauenau) zum zweiten und Dietmar Dengler (Bündnis 90/Die Grünen) zum dritten Bürgermeister gewählt.
Der Gemeinderat (14 Sitze) und setzt sich seit dem 15. März 2020 wie folgt zusammen:
- SPD Bayern: 6 Sitze bei 38,92 % der Stimmen (Bernhard Hackl, Günther Wudi,  Willi Biermeier, Brunhilde Pöschl, Kurt Joachimsthaler, Herbert Schreiner)
- Die Unabhängigen (Frauenau): 2 Sitze bei 17,27 % der Stimmen (Stefan Wagner, Heidemarie Lemberger)
- Christlich-Soziale Union in Bayern: 4 Sitze bei 27,07 % der Stimmen (Patrick Zens, Max Stadler, Doris Löfflmann, Klaus Gigl)
- Grüne Bayern: 2 Sitze bei 16,75 % der Stimmen (Dietmar Dengler, Martin Müller)

Die Gemeinde hat seit 2012 eine Zweitwohnungssteuersatzung.
Eine Partnerschaft besteht mit der tschechischen Gemeinde Nový Bor (dt. Haida), die wie Frauenau eine Glasmacher-Tradition hat.

## Wappen
| Wappen von Frauenau | Blasonierung: „In Silber ein schräg gestellter fünfblättriger roter Lindenzweig.“ |
| Wappen von Frauenau | Wappenbegründung: Der rote Lindenzweig ist eines der historischen Wappenbilder der 1602 ausgestorbenen Reichsfreiherren von Degenberg, die eng mit der Entstehung und vor den Freiherren von Poschinger (seit 1568) mit dem Aufblühen der Gemeinde als bedeutendem Glashüttenstandort verbunden waren. Der Lindenzweig wurde früher auch als Staude bezeichnet und ist durch Siegel der Degenberger seit dem 14. Jahrhundert belegt. Ein Degenberger brachte 1331 das bekannte Madonnen-Gnadenbild in die Wilde Au, die in der Folge Unserer Frauen Au genannt wurde. Eine Landschenkung der Degenberger an das Kloster Niederalteich 1342 führte dazu, dass sich erste Kolonisten im Wald niederließen und die Keimzelle für die spätere Gemeinde legten. Dieses Wappen wird seit 1958 geführt. |

## Kultur und Sehenswürdigkeiten

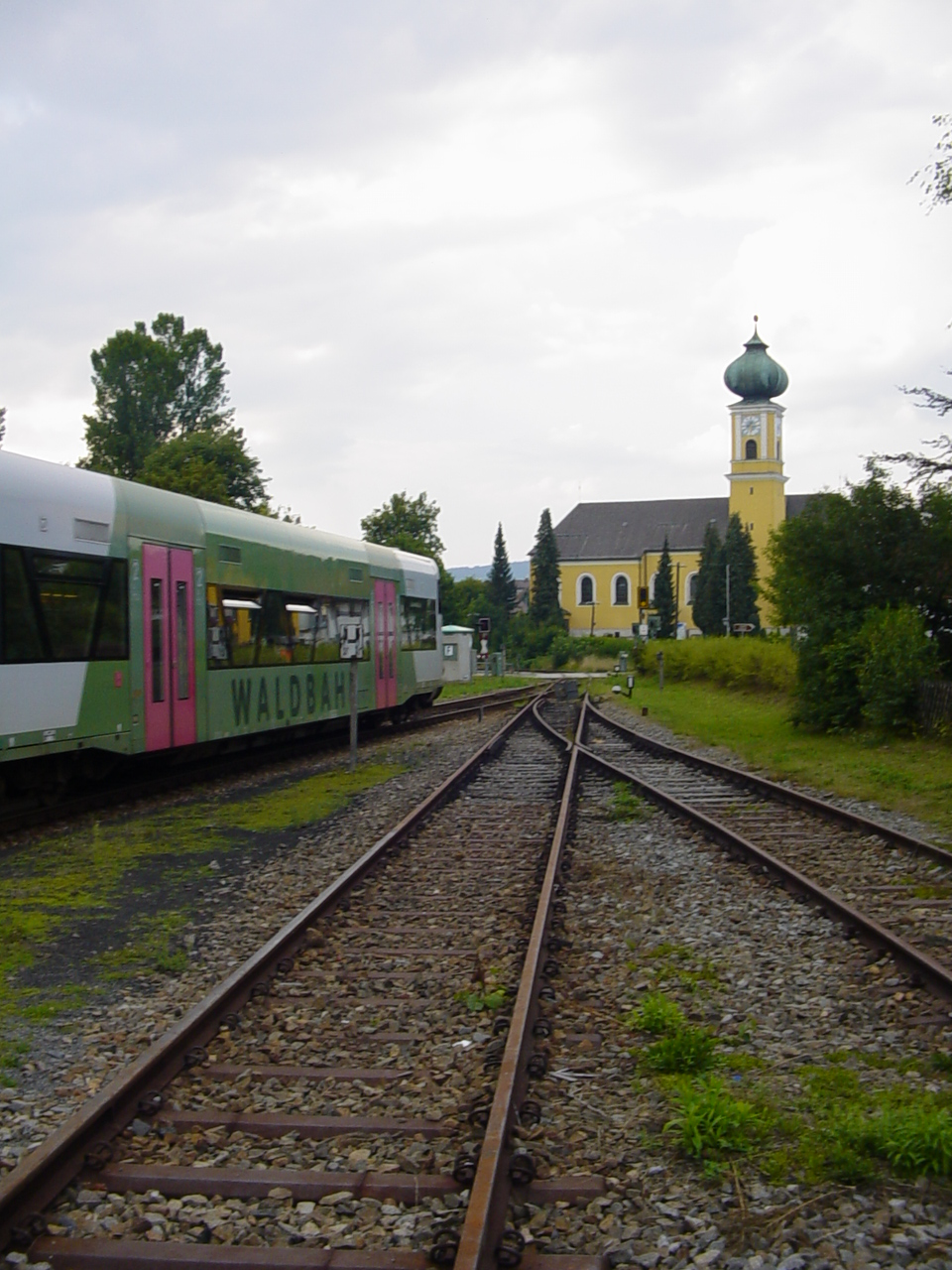
Kirche von Frauenau, im Vordergrund die damals noch nicht modernisierte Waldbahn

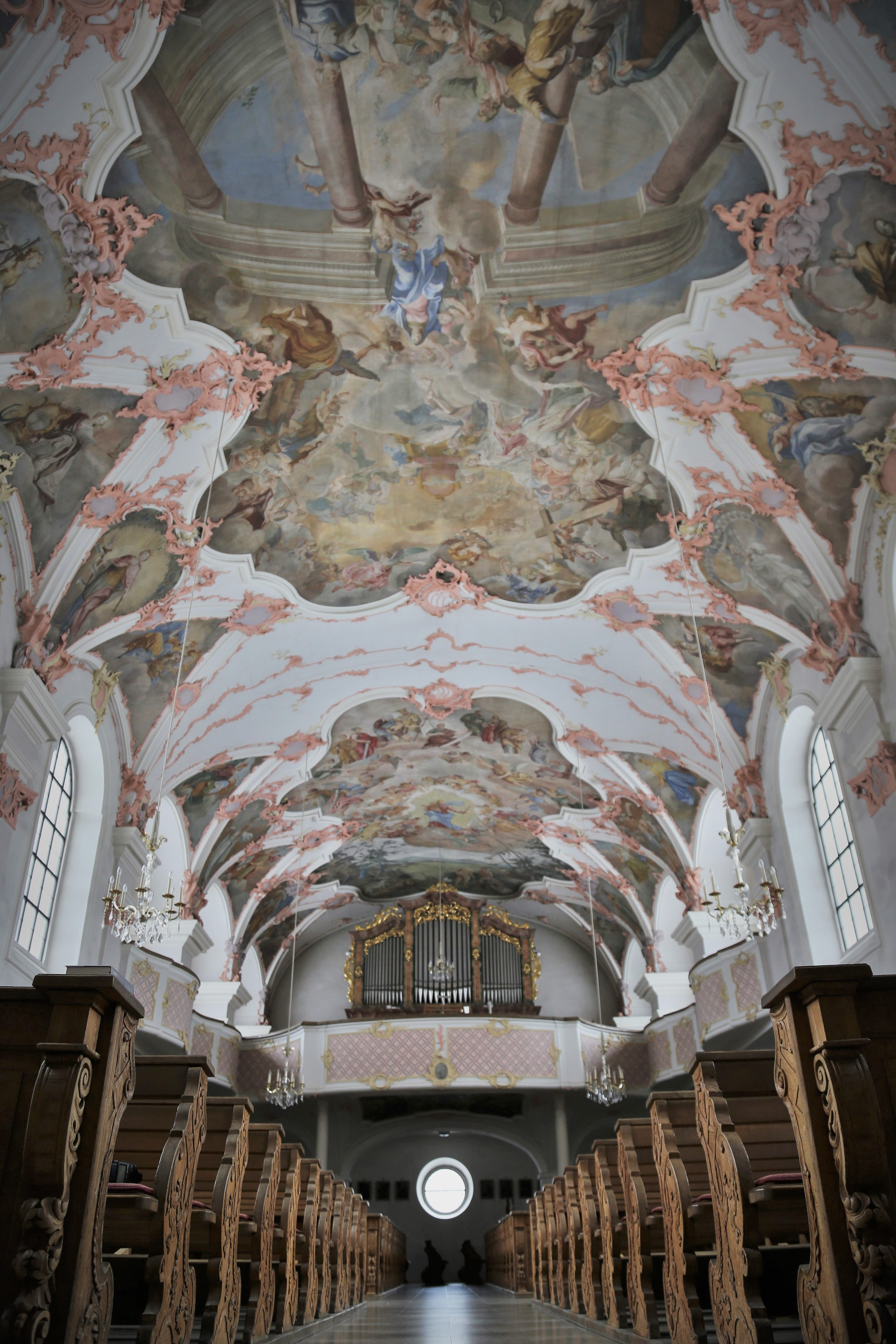
Innenansicht der Pfarrkirche „Mariä Himmelfahrt“ zu Frauenau

- Glasmuseum Frauenau: Das 2005 in einem Neubau wiedereröffnete Glasmuseum (Gründung 1975) führt den Besucher auf eine Zeitreise durch die Kulturgeschichte des Glases von der Antike bis zur Gegenwart. Zu sehen ist außerdem die international bedeutende Sammlung moderner Glaskunst, die der Stuttgarter Kunsthistoriker Wolfgang Kermer dem Glasmuseum im Jahre 1982 schenkte[5] und eine szenografische Darstellung der Glasmacherkultur im Bayerischen Wald.
- „Die Gläsernen Gärten von Frauenau“ sind ein Skulpturenpark der Glasmanufaktur von Poschinger mit derzeit 22 teils monumentalen Glasobjekten internationaler Künstler.
- Das „Bild-Werk Frauenau“ veranstaltet jährlich eine europaweit bedeutende internationale Sommerakademie für Glaskunst.
- Die Rokokokirche Maria Himmelfahrt, eine Wallfahrtskirche, gehört zu den schönsten Sakralbauten Ostbayerns. Die Ausstattung stammt vom Stuckateur Melchior Modler und dem Maler Franz Anton Rauscher.
- Die 1983 errichtete Trinkwassertalsperre Frauenau, welche sich am Fuße des Rachel in die Landschaft eingliedert, hat den mit 86 m höchsten Staudamm Deutschlands.
- Die Schachten sind historische Waldweiden im Nationalpark.
- Der Berg Großer Rachel ist die mit 1453 m höchste Erhebung im Nationalpark Bayerischer Wald.

## Statistik
Es gab im Jahr 2020 im Bereich der Land- und Forstwirtschaft keine, im Produzierenden Gewerbe keine und im Bereich Handel und Verkehr 118 sozialversicherungspflichtig Beschäftigte am Arbeitsort. In sonstigen Wirtschaftsbereichen waren am Arbeitsort 113 Personen sozialversicherungspflichtig beschäftigt. Sozialversicherungspflichtig Beschäftigte am Wohnort gab es insgesamt 968. Im verarbeitenden Gewerbe gab es drei Betriebe, im Bauhauptgewerbe zwei Betriebe. Zudem bestanden im Jahr 2016 zehn landwirtschaftliche Betriebe mit einer landwirtschaftlich genutzten Fläche von 364 Hektar.

## Verkehr
Frauenau ist Durchgangsort der Staatsstraße 2132 zwischen Zwiesel und Spiegelau, die gleichzeitig die einzige überregionale Straßenanbindung darstellt. Im Jahr 2008 wurde die Staatsstraße zwischen Frauenau und Klingenbrunn auf einer Länge von 2,6 km für vier Millionen Euro ausgebaut.
Frauenau liegt an der Bahnstrecke Zwiesel–Grafenau. Der frühere Bahnhof ist stillgelegt, es existiert jedoch ein Haltepunkt.

## Bildung
Mit Stand 2021 gab es folgende Einrichtungen:
- zwei Kindertagesstätten mit 95 genehmigten Plätzen und 82 betreuten Kindern
- eine Volksschule mit fünf Lehrern und 85 Schülern in vier Klassen
- Gemeindebücherei Frauenau

## Feste
- Auerer Kirwa (Kirchweih) (Jährlich)
- Glasstraßenfest (Zwei-Jährlich)
- Die klingenden Gläsernen Gärten von Frauenau (Zwei-Jährlich)
- Pfarrfest (Jährlich)
- Feuerwehrfest der FFF (Jährlich)

## Persönlichkeiten
- Michael von Poschinger (1794–1863), Gutsbesitzer und Landtagsabgeordneter, Gründer der Moosauhütte (Glashütte Poschinger)
- Georg Benedikt II. von Poschinger (1845–1900), bayerischer Unternehmer und Politiker (Reichsrat)
- Isidor Gistl (1868–1950), Unternehmer, Gründer der Glashütte Gistl
- Eduard Poschinger von Frauenau (1869–1942), bayerischer Offizier, Unternehmer und Politiker (Reichsrat)
- Hermann Erbe-Vogel (1907–1976), Maler
- Hippolyt Poschinger von Frauenau (1908–1990), Gutsbesitzer und Senatspräsident
- Erwin Eisch (1927–2022), Maler, Zeichner, Grafiker, Objektkünstler und Glasgestalter, Hauptinitiator bei der Gründung des Glasmuseums, Ehrenbürger von Frauenau (im März 2009 Rückgabe der Ehrenbürgerwürde aufgrund des kommunalen Streits um das Glasmuseum)
- Gretel Eisch geb. Stadler (1937–2022), Künstlerin
- Helmut Schneck (* 1939), Ehrenbürger seit 2013, Betriebsleiter i. R., Mitbegründer des Glasmuseums Frauenau[7]
- Gerhard Oppitz (* 1953), deutscher Pianist